# Augustverträge
Als Augustverträge bezeichnet man Verträge aus dem Jahr 1866 zwischen Preußen und mehreren nord- und mitteldeutschen Staaten. In erster Linie geht es dabei um das sogenannte Augustbündnis vom 18. August 1866. Es war zum einen ein militärischer Beistandspakt und zum anderen ein Vorvertrag zur Gründung des Norddeutschen Bundes.
Hinzu kamen weitere Verträge aus den Monaten August bis Oktober 1866. Darin schlossen sich Staaten entweder dem Augustbündnis an oder stellten anderweitig fest, dass sie dem zu gründenden Norddeutschen Bund beitreten würden. Das Großherzogtum Hessen (Hessen-Darmstadt) trat nur für seine Provinz Oberhessen bei.
Das Augustbündnis war nur für ein Jahr geschlossen worden. In dieser Zeit sollte der neue Bund gegründet werden. Auf Grundlage des Bündnisses ließen die verbündeten Staaten einen konstituierenden norddeutschen Reichstag wählen. Dieser vereinbarte schließlich mit den Staaten die Verfassung für den Norddeutschen Bund.

## Vorgeschichte

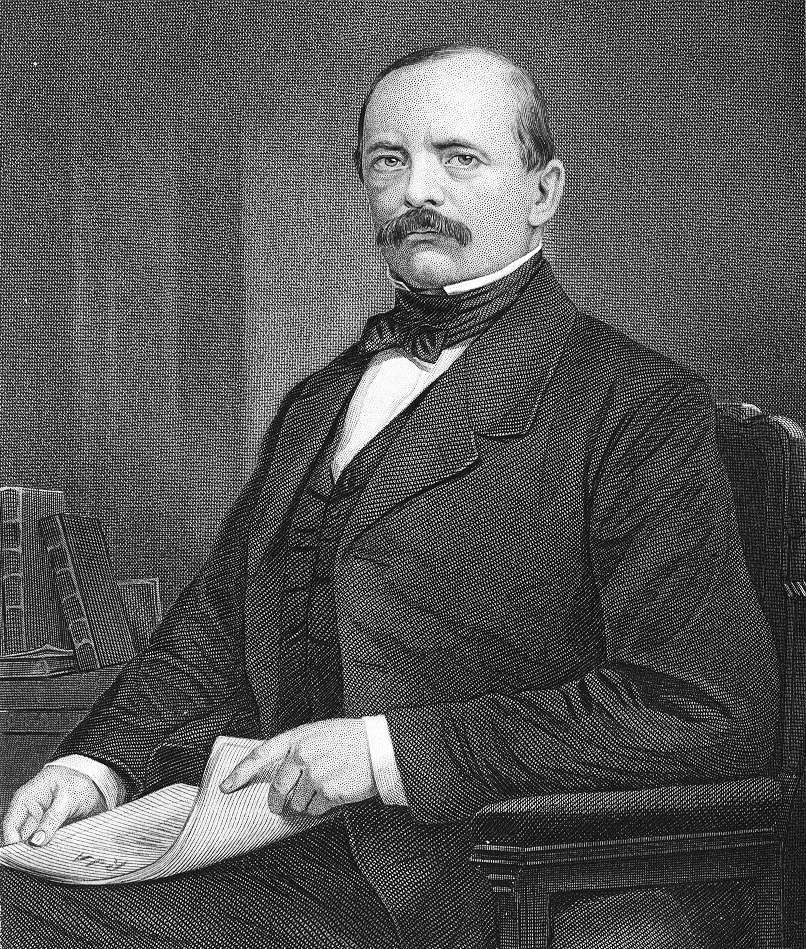
Otto von Bismarck, seit 1862 preußischer Ministerpräsident

Preußen ging in den Deutschen Krieg auf Grundlage eines Reformplans für den Deutschen Bund vom 10. Juni 1866. Darin skizzierte Bismarck ein föderatives Kleindeutschland, in dem Preußen den Oberbefehl über die norddeutschen und Bayern über die süddeutschen Staaten erhalten hätte. Am 14. Juni beschloss der Deutsche Bundestag unter österreichischer Führung, Preußens Einmarsch in Holstein mit der Mobilmachung von Bundestruppen (vor allem des sogenannten Dritten Deutschlands) zu begegnen. Daraufhin erklärte Preußen den Deutschen Bund für aufgelöst. Der Deutsche Krieg begann unmittelbar danach.
Am 16. Juni lud Bismarck 19 Staaten in Nord- und Mitteldeutschland ein, einen neuen Bund zu gründen. Dem folgten alle bis auf Sachsen-Meiningen und Reuß älterer Linie, zwei kleine thüringische Länder. Sie wurden zu Kriegsgegnern. Am 4. August, nach dem Nikolsburger Vorfrieden und vor dem endgültigen Prager Frieden mit Österreich, wendete Bismarck sich mit einer Zirkulardepesche an 17 Staaten. Anbei lag ein Entwurf für einen Bündnisvertrag, die Grundlage für das spätere Augustbündnis.
Bismarck wurde von der liberalen und demokratischen öffentlichen Meinung bedrängt, die Stärke Preußens und die Situation auszunutzen: Preußen solle den Verbündeten die Verfassung eines nationalen Einheitsstaats aufzwängen. Bismarck blieb aber bei seinem föderativen Reformplan vom 10. Juni, um den neuen Bund für Süddeutschland attraktiv zu halten.

## Augustbündnis
Das Augustbündnis wurde am 18. August 1866 in Berlin unterzeichnet. Die Partner waren außer Preußen 15 weitere deutsche Staaten. Im Einzelnen waren folgende Staaten Vertragspartner (in alphabetischer Reihenfolge):
1. Anhalt
2. Braunschweig
3. Bremen
4. Hamburg
5. Lippe
6. Lübeck
7. Oldenburg
8. Preußen[4]
9. Fürstentum Reuß jüngere Linie[5][6]
10. Sachsen-Altenburg
11. Herzogtum Sachsen-Coburg und Gotha[7]
12. Großherzogtum Sachsen-Weimar-Eisenach[8]
13. Schaumburg-Lippe
14. Schwarzburg-Sondershausen
15. Schwarzburg-Rudolstadt
16. Waldeck

Meist wird das Herzogtum Lauenburg nicht als eigener Staat gerechnet, denn sein Herzog war seit 1865 der preußische König. Allerdings wurde es erst 1876 Teil der preußischen Provinz Schleswig-Holstein.
Der Vertrag war ein Provisorium für eine begrenzte Zeit (Artikel 6). Diese Zeit endete mit Abschluss des neuen Bundesverhältnisses oder spätestens nach einem Jahr. Damit setzte Preußen seine Partner unter Druck, die nach Ablauf der Jahresfrist ohne militärischen Schutz dagestanden hätten. Die Bündnispartner konnten sich des dauerhaften Schutzes nur versichern, indem sie dabei halfen, das Bündnis konsequent umzusetzen.

### Militärischer Teil
Der Vertrag selbst spricht im Titel schlicht von einem „Bündnißvertrag“ und in Artikel 1 von einem „Offensiv- und Defensiv-Bündnis zur Erhaltung der Unabhängigkeit und Integrität, sowie der inneren und äußern Sicherheit ihrer Staaten […]“. Damit übernahm das Bündnis den wichtigsten Bundeszweck des soeben aufgelösten Deutschen Bundes, nämlich den Schutz der Gliedstaaten.
Der preußische König erhielt durch Artikel 4 den Oberbefehl über die Truppen der Bündnispartner. Die Staaten garantierten einander ihren Besitzstand. Im Bündnisfall mussten sie „sofort“ einander beistehen zur „Verteidigung ihres Besitzstandes“ (Art. 1).

### Bildung eines neuen Bundes

Das Gebiet des Norddeutschen Bundes vom 1. Juli 1867 (in Flächenfarbe)

Das Bündnis war nur ein Bündnis und noch kein Staatenbund oder Bundesstaat. Doch durch Artikel 2 stellte der Bündnisvertrag einen Vorvertrag für einen zu gründenden Bundesstaat dar:
„Die Zwecke des Bündnisses sollen definitiv durch eine Bundesverfassung auf der Basis der Preußischen Grundzüge vom 10. Juni 1866 sichergestellt werden, unter Mitwirkung eines gemeinschaftlich zu berufenden Parlaments.“
Das Augustbündnis war also keine Staatenverbindung, sondern nur ein völkerrechtlicher Vertrag, der die Staatenverbindung vorbereitete. Erst später, mit dem eigentlichen Verfassungsentwurf, begann der Norddeutsche Bund sich nach und nach zu konstituieren.
Ausdrücklich ging der Bündnisvertrag (Artikel 5) auf das Parlament ein, das Preußens Hauptargument in der Reformdebatte seit 1863 war. Preußen und die verbündeten Regierungen sollten die Wahlen dazu auf Grundlage des Reichswahlgesetzes vom 12. April 1849 vornehmen. Mit diesem Parlament sei die Verfassung zu beraten und zu vereinbaren. Außerdem sollten Bevollmächtigte der Staaten in Berlin den Verfassungsentwurf feststellen, der dem Parlament zuzuführen sei. Basis dafür sollten die Grundzüge vom 10. Juni sein, der preußische Reformplan.

## Weitere Verträge
Am 21. August wurde ein Vertrag zwischen folgenden Staaten geschlossen (in alphabetischer Reihenfolge):
1. Mecklenburg-Schwerin
2. Mecklenburg-Strelitz
3. Preußen[13]

Mecklenburg-Schwerin und Mecklenburg-Strelitz traten nicht dem Bündnisvertrag vom 18. August bei, sondern unterzeichneten ein eigenes Bündnis mit Preußen. Darin werden die Bestimmungen des vorherigen Bündnisvertrags meist wörtlich übernommen. Bezüglich der gemeinsamen Parlamentswahl verwies das preußisch-mecklenburgische Bündnis auf den vorherigen Bündnisvertrag.

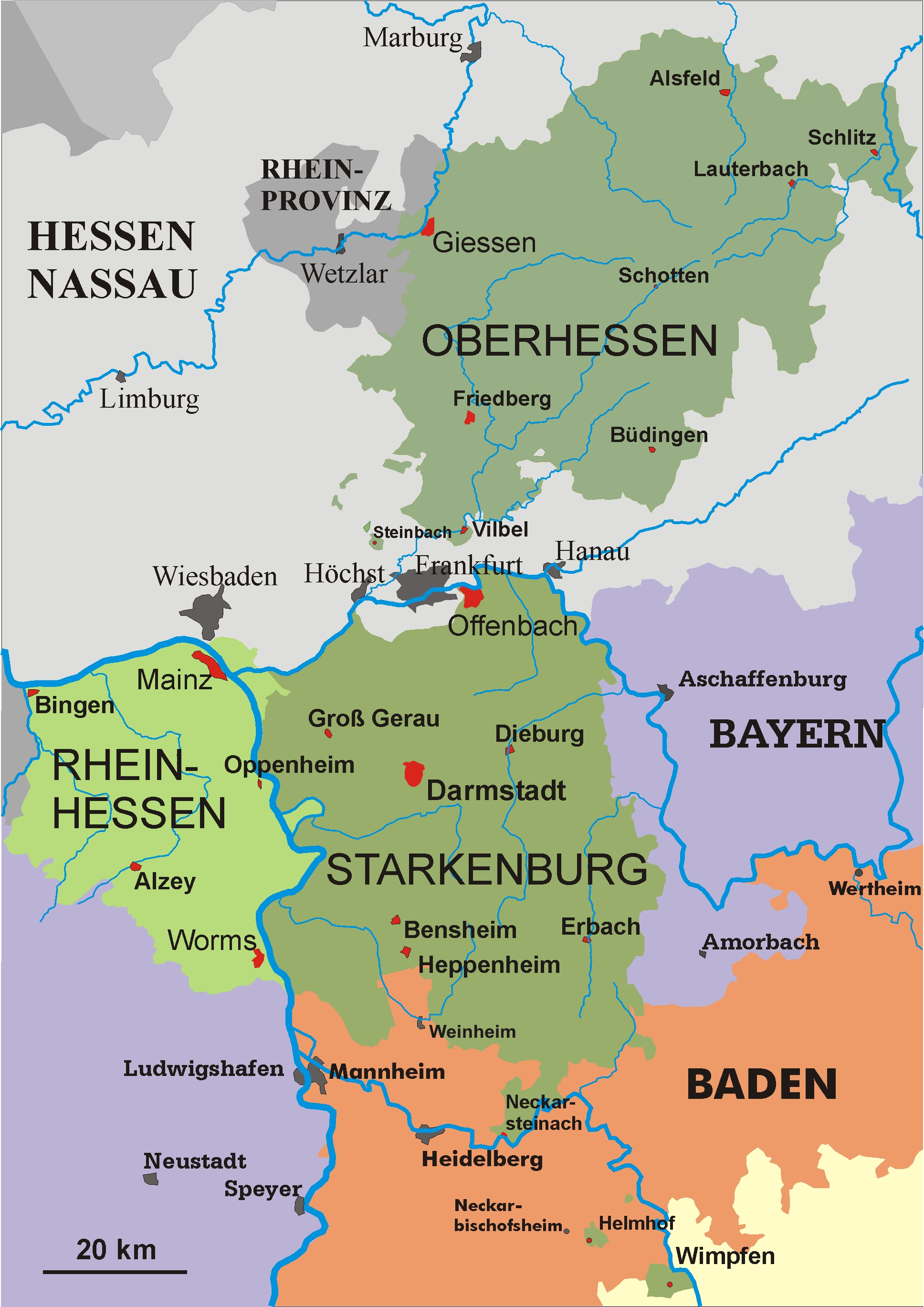
Die drei großherzoglich-hessischen Provinzen, auf der Karte in Grüntönen. Die Provinz Oberhessen im Norden wurde Teil des Bundesgebietes, die beiden übrigen Provinzen nicht.

Die beiden mecklenburgischen Staaten hatten noch alte altständische Verfassungen und Ständeparlamente, auf die sie Rücksicht nehmen mussten. Sie äußerten ihre Bedenken bezüglich des demokratischen Wahlrechts, wie es im Reichswahlgesetz von 1849 festgelegt war. Die Stände machten bei der Ratifizierung den Vorbehalt, dass der neue Bund sich nicht in die Grundzüge der Landesverfassungen einmischen dürfe. Damit bestand das Bündnis aus allen 17 preußischen Verbündeten des Deutschen Krieges.
Das Großherzogtum Hessen (Hessen-Darmstadt) wurde Mitglied des neuen Bundes nur in Bezug auf seine Provinz Oberhessen und seiner rheinhessischen Gemeinden Kastel und Kostheim. Im Friedensschluss mit Preußen, vom 3. September 1866, verpflichtete es sich in Artikel 14:
„Mit Seinen sämmtlichen nördlich des Mains liegenden Gebietstheilen tritt Seine Königliche Hoheit der Großherzog von Hessen und bei Rhein etc. auf der Basis der in den Reform-Vorschlägen vom 10ten Juni d. Js. aufgestellten Grundsätze, in den Norddeutschen Bund ein […].“
Das übrige Großherzogtum blieb außerhalb des Norddeutschen Bundes, schloss aber mit Preußen am 7. April 1867 eine Militärkonvention und am 11. April 1867 ein Schutz- und Trutzbündnis ab. Damit war der preußische König der Oberbefehlshaber über die gesamten hessischen Truppen.
Drei weitere Kriegsgegner nördlich des Mains entgingen den preußischen Annexionen von 1866. Laut Friedensvertrag mit Preußen vom 26. September 1866 trat das Reuß älterer Linie jenem Bündnis bei, das Preußen mit „Sachsen-Weimar und anderen Norddeutschen Regierungen“ geschlossen hatte (dem Augustbündnis). Dem Beispiel folgte Sachsen-Meiningen am 8. Oktober 1866 und das Königreich Sachsen am 21. Oktober.

## Einordnung und Ausblick

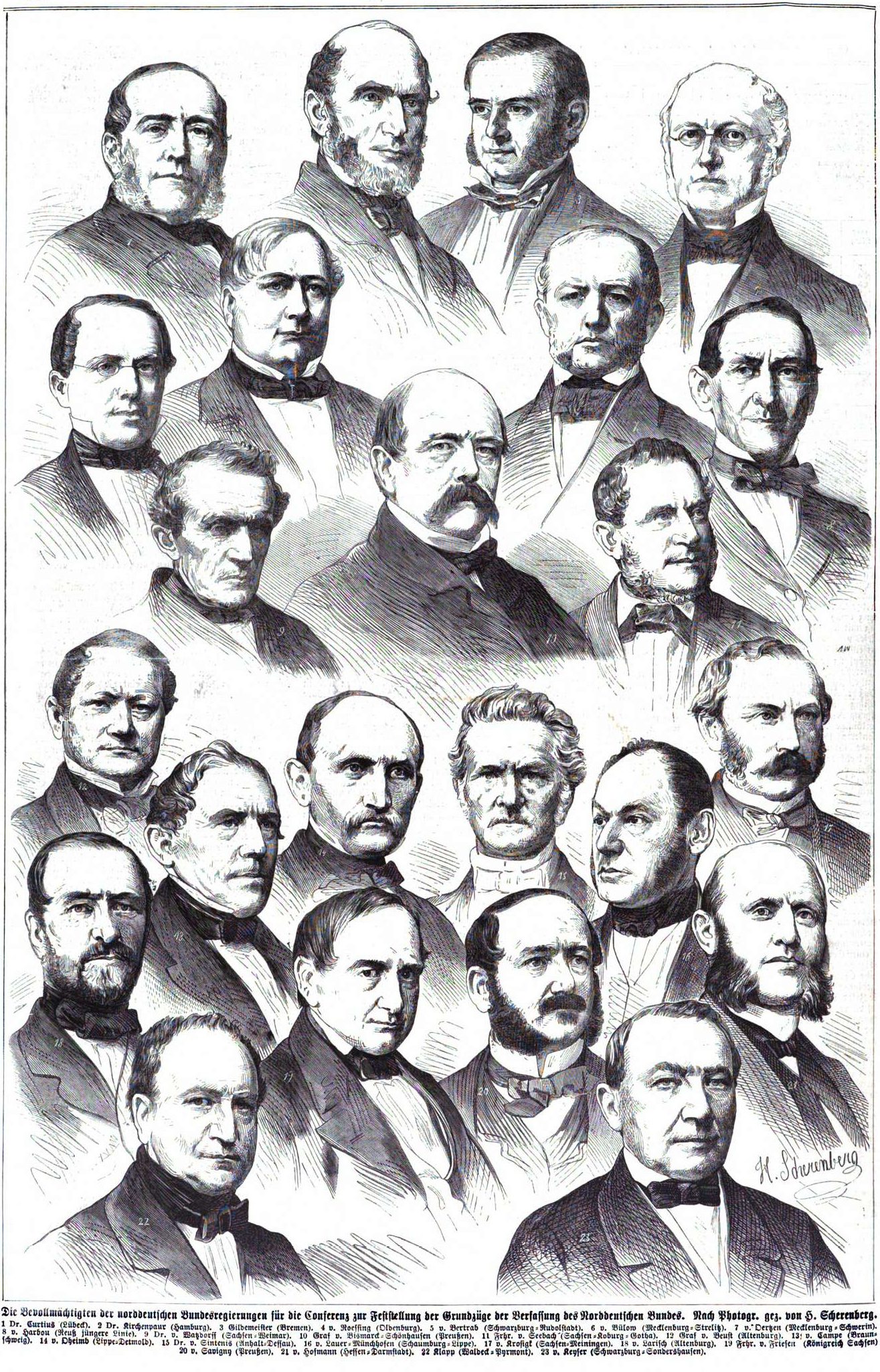
Die Bevollmächtigten der verbündeten Regierungen, 1867

Mit dem Augustbündnis und den nachfolgenden Verträgen verpflichtete Otto von Bismarck die nord- und mitteldeutschen Staaten nördlich der Mainlinie auf die Gründung eines neuen Bundes. Der Bundesreformplan vom 10. Juni war zwar überarbeitungsbedürftig, unter anderem, weil das darin erwähnte Bayern nicht zum Norddeutschen Bund gehören würde. Doch war deutlich, dass es sich beim neuen Bund um einen Bundesstaat handeln würde.
Michael Kotulla vergleicht den Bündnisvertrag mit dem „Dreikönigsbündnis“ von 1849. Damals hatte Preußen mit Hannover und Sachsen einen Vertrag geschlossen, um die später sogenannte Erfurter Union zu gründen. Allerdings hatten Preußens Partner im Jahre 1866 keine Alternativen: „Seit nämlich das selbständige Bestehen der verbliebenen nord- und mitteldeutschen Kleinstaaten einzig von Preußen abhing, ließ sich deren politisches Überleben nur mit bzw. durch, niemals aber gegen den Hohenzollernstaat sicherstellen.“
Ähnlich wie in den Jahren 1849/1850 beschrieb der Vertrag einen Prozess, in dem ein Parlament zu wählen sein werde, mit dem die beteiligten Regierungen eine Verfassung vereinbaren würden. Damals aber lag schon ein Verfassungsentwurf vor, und die Regierungen waren in einer provisorischen Regierung vertreten, dem „Verwaltungsrath“. Im Jahre 1866 hingegen musste der Verfassungsentwurf noch erarbeitet werden, und die Bevollmächtigten der Staaten berieten sich ohne ein formelles Gremium.
Die beteiligten Staaten gossen das Reichswahlrecht von 1849 abschließend in entsprechende Ländergesetze. Der konstituierende Reichstag (entsprechend dem Erfurter Unionsparlament) trat im Februar 1867 zusammen. Nach der Zustimmung der Länder trat die neue Bundesverfassung am 1. Juli 1867 in Kraft.